# Kośmin (Lublin)
Pour les articles homonymes, voir Kośmin.
Kośmin (prononciation [ˈkɔɕmin]) est un village de la gmina de Żyrzyn du powiat de Puławy dans la voïvodie de Lublin, situé dans l'est de la Pologne.
Il se situe à environ 12 kilomètres au nord-ouest de Żyrzyn (siège de la gmina), 19 kilomètres au nord de Puławy (siège du powiat) et 55 kilomètres au nord-ouest de Lublin (capitale de la voïvodie).

## Histoire
De 1975 à 1998, le village est attaché administrativement à l'ancienne voïvodie de Lublin.

Depuis 1999, il fait partie de la nouvelle voïvodie de Lublin.

## Personnalités liées au village
- Zofia Kossak-Szczucka (1890-1964), écrivaine, essayiste, militante catholique et résistante polonaise, est née dans ce village.